# Hyomys goliath
Hyomys goliath је врста глодара из породице мишева (Muridae).

## Распрострањење
Ареал врсте је ограничен на једну државу. Папуа Нова Гвинеја је једино познато природно станиште врсте.

## Станиште
Станиште врсте су влажне тропске шуме од 1.400 до 2.800 метара надморске висине. Врста је присутна на подручју острва Нова Гвинеја.

## Начин живота
Женка обично окоти по једно младунче.

## Угроженост
Ова врста није угрожена, и наведена је као последња брига јер има широко распрострањење.